# Gonochorisme
Le gonochorisme est un mode de reproduction où un même individu est porteur au plus d'un seul sexe biologique, en général le sexe mâle ou femelle. C'est l'opposé de l'hermaphrodisme où les individus possèdent les deux sexes ou changent de sexe au cours de leur vie et il implique donc qu'un individu d'une espèce gonochorique ne change pas de sexe pendant toute la durée de sa vie. La séparation des sexes biologiques sous forme d'individus distincts implique la production de gamètes complémentaires.

## Différents types de déterminisme sexuel

### Selon la génétique
Ce type de différenciation concerne des vertébrés, des invertébrés mais également des végétaux.

#### Vertébrés et invertébrés
Le déterminisme sexuel génétique s'applique aux mammifères, aux drosophiles, aux oiseaux et de manière plus rare aux amphibiens, aux reptiles et à quelques espèces de poissons. C'est la présence de chromosomes sexuels (XY/XX chez les mammifères et les drosophiles, ZZ/ZW chez les oiseaux ou ZZ/ZW ou XX/XY pour les espèces plus rarement concernées) et, plus précisément celle d'un gène sexuel localisé sur ces derniers, qui implique l'orientation de la différenciation gonadique et phénotypique par la suite : la mise en place des tractus génitaux (organogenèse sexuelle) en résulte donc. Ce phénomène est également observable chez certains invertébrés tels que les nématodes, insectes et crustacés.

### Selon l'environnement
On observe ce phénomène chez certains reptiles, quelques amphibiens et poissons. La détermination du sexe peut être liée à la température (incubation des œufs chez le crocodile et la tortue par exemple), à la densité de la population, à la disparition d'un partenaire et donc la place dans la hiérarchie (chez certains poissons) mais aussi en fonction de l'âge.

## Dimorphisme induit

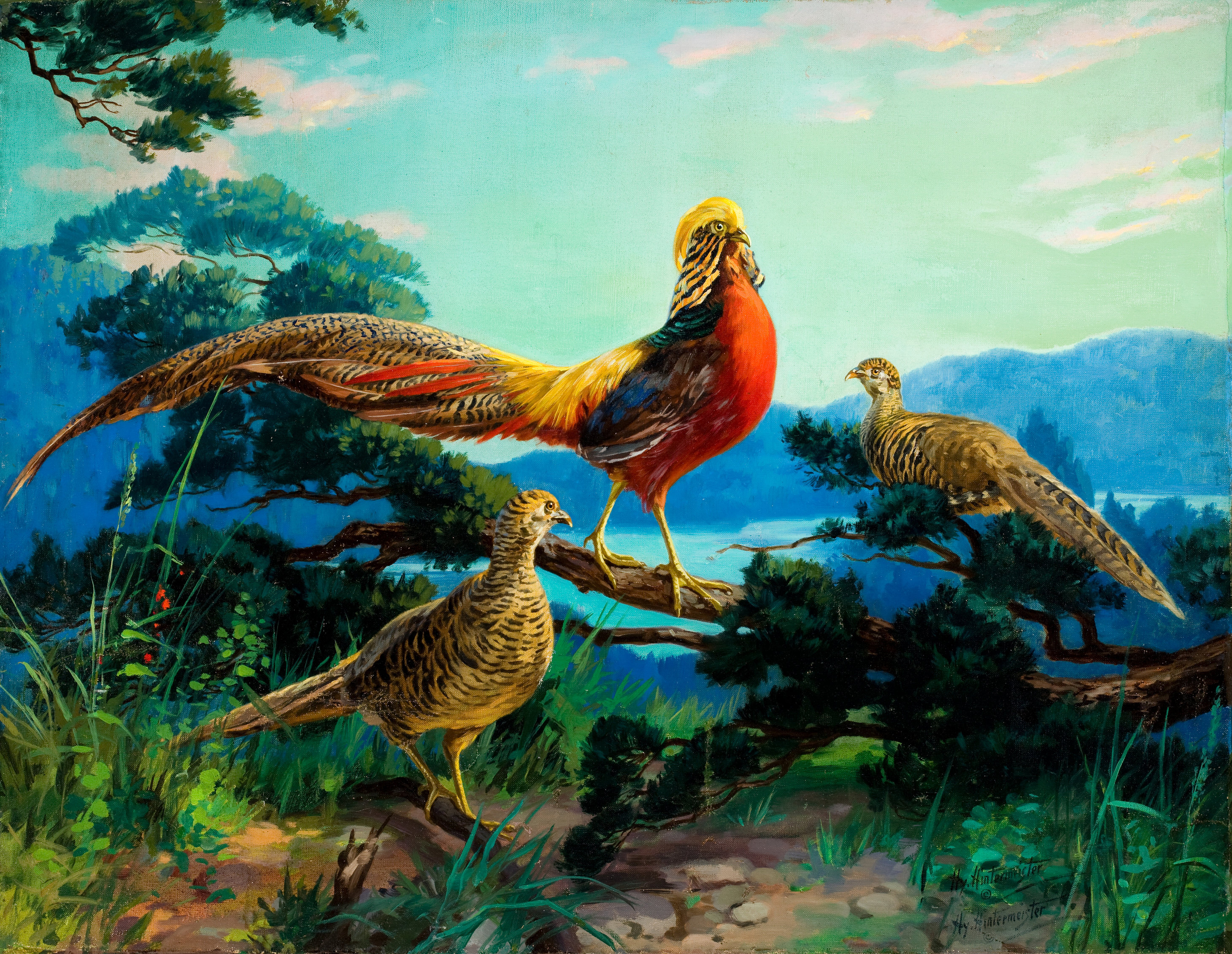
Un faisan mâle et deux femelles

Le gonochorisme induit un dimorphisme, qui regroupe l'ensemble de différences phénotypiques et comportementales entre individus de sexes différents appartenant à la même espèce.

### Anatomiques et morphologiques
Les différences peuvent se traduire par des disparités internes et externes. D'un point de vue anatomique, on observe généralement des tractus génitaux différents. Pour les femelles, on retrouve principalement les ovaires, les oviductes et chez quelques espèces on note la présence d'un vagin et d'un utérus. Pour les mâles, les pièces redondantes sont les spermiductes et dans certains cas on observe un pénis interne ou externe. Les distinctions morphologiques sont qualifiées de caractères sexuels secondaires, qui la plupart du temps sont liés aux fluctuations hormonales. Le dimorphisme peut être fortement marqué comme chez Bonellia Viridis où la femelle sédentaire mesure 10 centimètres et le mâle, mesurant quelques millimètres, vit en parasite de cette dernière. A contrario, d'autres espèces ne présentent presque aucune différence visible. C'est le cas chez la Drosophile ou bien chez le Guêpier où les disparités ne se résument respectivement qu'à la présence de peignes sexuels chez les mâles ou bien à l'étendue d'une tache colorée.

### Comportementales
Tout comme les différences abordées précédemment, le comportement est prédéfini par le déterminisme sexuel[réf. nécessaire]. En effet, on constate que de manière générale les mâles de chaque espèce montrent un comportement plus agité, en exhibant leurs caractères sexuels secondaires (atouts), et dominant, preuve de leur statut vis-à-vis des autres membres de l'espèce ainsi que de leur rôle de reproducteur primordial à la survie du groupe. Les femelles sont globalement plus calmes et ont pour rôle de choisir le mâle reproducteur qui assurera la descendance. L'exemple du Paon et sa parade est sûrement le plus parlant, ce jeu de séduction a pour but de montrer la valeur du mâle aux femelles présentes.
Pour Priscille Touraille, la motivation à avoir un comportement de reproduction serait la vraie question du gonochorisme, allant à l'encontre d'un « instinct reproductif » présumé mais non démontré.

## Botanique
Dans le domaine de la botanique, on peut observer des plantes gonochoriques dites dioïques (l'épinard, par exemple). Sur chaque pied de la plante, il n'y a qu'un type de fleur :
- staminée pour des fleurs mâles
- pistillées pour des fleurs femelles.

Ce phénomène de mise en place des organes reproducteurs chez les végétaux dioïques est appelé la diécie.